# Fadwa Touqan
Fadwa Touqan  (em árabe: فدوي طوقان), Transliterado como Fadwa Tuqan, nasceu em 1917 em Nablus, morreu em 2003, conhecida como Poetisa da Palestina, era bem conhecida por suas representações de resistência contra a ocupação israelita em forma de poesia.

## Visão geral
Nasceu em Nablus numa abastada família conhecida por suas realizações em vários campos. Ela estudou até os treze anos, quando ela foi forçada a sair da escola muito cedo.  Um de seus irmãos, Ibrahim Touqan, também era conhecido por um bom poeta, assumiu a responsabilidade por ela, deu-lhe livros e ensinou-lhe seu conhecimento básico. Fadwa estudou na Universidade de Oxford, onde ela estudou inglês e literatura. 
Fadwa publicou oito coleções de poesia, as quais foram traduzidos para muitas línguas e desfrutadas de toda a notoriedade no mundo árabe. Seu livro, "Sozinha Com os Dias," focada sobre as dificuldades enfrentadas pelas mulheres numa sociedade machista como a árabe. Depois da Guerra dos Seis Dias, Sua poesia ficou focada nas dificuldades vividas durante a ocupação . Um dos seus mais conhecidos poemas, "A noite e os cavaleiros," descreveu a vida sob o domínio militar de Israel.
Ela morreu em 12 de dezembro de 2003. Ela é considerada um dos símbolos da causa palestina "Uma das figuras mais distintas da literatura moderna árabe".

## Ligações Externas
- (em inglês)Samar Attar: A discovery voyage of self and other: Fadwa Tuqan's sojourn in England in the early sixties, Arab Studies Quarterly (ASQ),  Summer, 2003.
- (em inglês)Lawrence Joffe Obituary in The Guardian, 15 December 2003